# Europees kampioenschap voetbal onder 19 - 2005
Het Europees kampioenschap voetbal mannen onder 19 werd gehouden in 2005 in Noord-Ierland. Er werd gespeeld vanaf 18 tot en met 29 juli 2005. Het toernooi werd voor de vijfde keer gewonnen door Frankrijk. In de finale werd Engeland verslagen met 3–1.

## Gekwalificeerde landen
| # | Land                 | Gekwalificeerd als          | Beste prestatie           |
| - | -------------------- | --------------------------- | ------------------------- |
| 1 | Noord-Ierland        | Gastland                    | Debuut                    |
| 2 | Engeland             | Eliteronde: Winnaar groep 1 | Groepsfase (2002 en 2003) |
| 3 | Duitsland            | Eliteronde: Winnaar groep 2 | Tweede (2002)             |
| 4 | Frankrijk            | Eliteronde: Winnaar groep 3 | Groepsfase (2003)         |
| 5 | Armenië              | Eliteronde: Winnaar groep 4 | Debuut                    |
| 6 | Griekenland          | Eliteronde: Winnaar groep 5 | Debuut                    |
| 7 | Noorwegen            | Eliteronde: Winnaar groep 6 | Groepsfase (2002 en 2003) |
| 8 | Servië en Montenegro | Eliteronde: Winnaar groep 7 | Debuut                    |

## Stadions
| Belfast                           | Newry                                   | · Belfast Newry Lurgan Ballymena |
| Windsor Park Capaciteit: 18.000   | The Showgrounds Capaciteit: 6.500       | · Belfast Newry Lurgan Ballymena |
| The Oval Capaciteit: 15.250       | The Showgrounds Capaciteit: 6.500       | · Belfast Newry Lurgan Ballymena |
|                                   |                                         | · Belfast Newry Lurgan Ballymena |
| Lurgan                            | Ballymena                               | · Belfast Newry Lurgan Ballymena |
| Mourneview Park Capaciteit: 5.000 | Ballymena Showgrounds Capaciteit: 5.000 | · Belfast Newry Lurgan Ballymena |
|                                   |                                         | · Belfast Newry Lurgan Ballymena |

## Groepsfase

### Groep A
| Pos. | Team                 | AW | W | G | V | DV | DT | +/- | Pnt |
| ---- | -------------------- | -- | - | - | - | -- | -- | --- | --- |
| 1    | Servië en Montenegro | 3  | 3 | 0 | 0 | 8  | 2  | +6  | 9   |
| 2    | Duitsland            | 3  | 2 | 0 | 1 | 7  | 5  | +2  | 6   |
| 3    | Griekenland          | 3  | 1 | 0 | 2 | 1  | 6  | –5  | 3   |
| 4    | Noord-Ierland        | 3  | 0 | 0 | 3 | 1  | 4  | –3  | 0   |

|                            |                                                   |     |                            |                                                                       |
| 18 juli 2005 19:00 (UTC+1) | Servië en Montenegro                              | 4–2 | Duitsland                  | The Showgrounds, Newry Scheidsrechter: Alberto Undiano Mallenco (ESP) |
| 18 juli 2005 19:00 (UTC+1) | Veselinović 57', 59' Marinković 75' Markovski 93' |     | 37' Polanski 51' Kučuković | The Showgrounds, Newry Scheidsrechter: Alberto Undiano Mallenco (ESP) |

|                            |               |                 |             |                                                           |
| 18 juli 2005 19:30 (UTC+1) | Noord-Ierland | 0–1             | Griekenland | Windsor Park, Belfast Scheidsrechter: Viktor Kassai (HUN) |
| 18 juli 2005 19:30 (UTC+1) |               | 15' Petropoulos |             | Windsor Park, Belfast Scheidsrechter: Viktor Kassai (HUN) |

|                            |             |                                     |           |                                                             |
| 20 juli 2005 17:00 (UTC+1) | Griekenland | 0–3                                 | Duitsland | Mourneview Park, Lurgan Scheidsrechter: Damir Skomina (SLO) |
| 20 juli 2005 17:00 (UTC+1) |             | 16' Müller 43' Polanski 47' Boateng |           | Mourneview Park, Lurgan Scheidsrechter: Damir Skomina (SLO) |

|                            |               |                 |                      |                                                          |
| 20 juli 2005 19:00 (UTC+1) | Noord-Ierland | 0–1             | Servië en Montenegro | The Showgrounds, Newry Scheidsrechter: Pieter Vink (NED) |
| 20 juli 2005 19:00 (UTC+1) |               | 78' Veselinović |                      | The Showgrounds, Newry Scheidsrechter: Pieter Vink (NED) |

|                            |                            |     |               |                                                          |
| 23 juli 2005 17:00 (UTC+1) | Duitsland                  | 2–1 | Noord-Ierland | The Oval, Belfast Scheidsrechter: Matteo Trefoloni (ITA) |
| 23 juli 2005 17:00 (UTC+1) | Steinhöfer 85' Epstein 89' |     | 91' Stewart   | The Oval, Belfast Scheidsrechter: Matteo Trefoloni (ITA) |

|                            |             |                                            |                      |                                                                     |
| 23 juli 2005 17:00 (UTC+1) | Griekenland | 0–3                                        | Servië en Montenegro | Ballymena Showgrounds, Ballymena Scheidsrechter: Duarte Gomes (POR) |
| 23 juli 2005 17:00 (UTC+1) |             | 4' (pen.), 43' Veselinović 16' Arsenijević |                      | Ballymena Showgrounds, Ballymena Scheidsrechter: Duarte Gomes (POR) |

### Groep B
| Pos. | Team      | AW | W | G | V | DV | DT | +/- | Pnt |
| ---- | --------- | -- | - | - | - | -- | -- | --- | --- |
| 1    | Frankrijk | 3  | 2 | 1 | 0 | 5  | 2  | +3  | 7   |
| 2    | Engeland  | 3  | 1 | 0 | 2 | 5  | 4  | +1  | 5   |
| 3    | Noorwegen | 3  | 1 | 0 | 2 | 5  | 6  | –1  | 3   |
| 4    | Armenië   | 3  | 0 | 1 | 2 | 1  | 4  | –3  | 1   |

|                            |           |     |           |                                                          |
| 18 juli 2005 17:00 (UTC+1) | Frankrijk | 1–1 | Engeland  | The Oval, Belfast Scheidsrechter: Matteo Trefoloni (ITA) |
| 18 juli 2005 17:00 (UTC+1) | Baldé 19' |     | 9' Fryatt | The Oval, Belfast Scheidsrechter: Matteo Trefoloni (ITA) |

|                            |                      |     |         |                                                             |
| 18 juli 2005 19:00 (UTC+1) | Noorwegen            | 2–0 | Armenië | Mourneview Park, Lurgan Scheidsrechter: Damir Skomina (SLO) |
| 18 juli 2005 19:00 (UTC+1) | Aoudia 21' Nisja 69' |     |         | Mourneview Park, Lurgan Scheidsrechter: Damir Skomina (SLO) |

|                            |           |     |                      |                                                                      |
| 20 juli 2005 19:00 (UTC+1) | Armenië   | 1–1 | Engeland]            | Ballymena Showgrounds, Ballymena Scheidsrechter: Viktor Kassai (HUN) |
| 20 juli 2005 19:00 (UTC+1) | Lombé 87' |     | 72' (e.d.) Petrosyan | Ballymena Showgrounds, Ballymena Scheidsrechter: Viktor Kassai (HUN) |

|                            |            |     |                                      |                                                          |
| 20 juli 2005 20:00 (UTC+1) | Noorwegen  | 1–3 | Frankrijk                            | Windsor Park, Belfast Scheidsrechter: Duarte Gomes (POR) |
| 20 juli 2005 20:00 (UTC+1) | Larsen 57' |     | 16' (pen.), 29', 83' (pen.) Gourcuff | Windsor Park, Belfast Scheidsrechter: Duarte Gomes (POR) |

|                            |         |            |           |                                                           |
| 23 juli 2005 19:00 (UTC+1) | Armenië | 0–1        | Frankrijk | Mourneview Park, Lurgan Scheidsrechter: Pieter Vink (NED) |
| 23 juli 2005 19:00 (UTC+1) |         | 31' Cambon |           | Mourneview Park, Lurgan Scheidsrechter: Pieter Vink (NED) |

|                            |                                     |     |                        |                                                                       |
| 23 juli 2005 19:00 (UTC+1) | Engeland                            | 3–2 | Noorwegen              | The Showgrounds, Newry Scheidsrechter: Alberto Undiano Mallenco (ESP) |
| 23 juli 2005 19:00 (UTC+1) | Mills 3' Blackstock 80' Wheater 83' |     | 23' Aoudia 79' Hanssen | The Showgrounds, Newry Scheidsrechter: Alberto Undiano Mallenco (ESP) |

## Knock-outfase
|  | halve finale         | halve finale     |  |          | finale            | finale            |
|  |                      |                  |  |          |                   |                   |
|  | 26 juli – Ballymena  |                  |  |          |                   |                   |
|  | Frankrijk            | 3                |  |          |                   |                   |
|  | Duitsland            | 2                |  |          | 29 juli – Belfast | 29 juli – Belfast |
|  |                      |                  |  |          | Frankrijk         | 3                 |
|  | 26 juli – Lurgan     | 26 juli – Lurgan |  | Engeland | 1                 |                   |
|  | Servië en Montenegro | 1                |  |          |                   |                   |
|  | Engeland             | 3                |  |          |                   |                   |

### Halve finale
|                            |                      |     |                      |                                                             |
| 26 juli 2005 16:30 (UTC+1) | Servië en Montenegro | 1–3 | Engeland             | Mourneview Park, Lurgan Scheidsrechter: Viktor Kassai (HUN) |
| 26 juli 2005 16:30 (UTC+1) | Marinković 87'       |     | 18', 81', 93' Fryatt | Mourneview Park, Lurgan Scheidsrechter: Viktor Kassai (HUN) |

|                            |                           |     |                         |                                                                                 |
| 26 juli 2005 19:30 (UTC+1) | Frankrijk                 | 3–2 | Duitsland               | Ballymena Showgrounds, Ballymena Scheidsrechter: Alberto Undiano Mallenco (ESP) |
| 26 juli 2005 19:30 (UTC+1) | Baldé 34', 58' Cabaye 63' |     | 40' Epstein 86' Boateng | Ballymena Showgrounds, Ballymena Scheidsrechter: Alberto Undiano Mallenco (ESP) |

### Finale
|                            |            |     |                                     |                                                                             |
| 29 juli 2005 19:00 (UTC+1) | Engeland   | 1–3 | Frankrijk                           | Windsor Park, Belfast Toeschouwers: 5.000 Scheidsrechter: Pieter Vink (NED) |
| 29 juli 2005 19:00 (UTC+1) | Holmes 41' |     | 56' Chakouri 75' Baldé 88' Gouffran | Windsor Park, Belfast Toeschouwers: 5.000 Scheidsrechter: Pieter Vink (NED) |